# Rhaphidophora hongkongensis
Rhaphidophora hongkongensis är en kallaväxtart som beskrevs av Heinrich Wilhelm Schott. Rhaphidophora hongkongensis ingår i släktet Rhaphidophora och familjen kallaväxter. Inga underarter finns listade.